# Comuna Pordim, Plevna
Pordim (în bulgară Пордим) este o comună în regiunea Plevna, Bulgaria, formată din orașul Pordim și satele Borislav, Kameneț, Katerița, Odărne, Totleben, Vălcitrăn și Zgalevo. 

## Demografie
Componența etnică a comunei Pordim
     Romi (1,07%)
     Turci (5,86%)
     Bulgari (84,84%)
     Nicio identificare (8,16%)
     Altele (0,04%)
La recensământul din 2011, populația comunei Pordim era de 6.426 locuitori. Din punct de vedere etnic, majoritatea locuitorilor (84,84%) erau bulgari, existând și minorități de turci (5,86%) și romi (1,07%). Pentru 8,16% din locuitori nu este cunoscută apartenența etnică.